# John Waite
John Charles Waite (Lancaster, 4 de julho de 1952) é um cantor de rock britânico. Além de ser cantor solo, foi vocalista das bandas The Babys e Bad English.

## Biografia

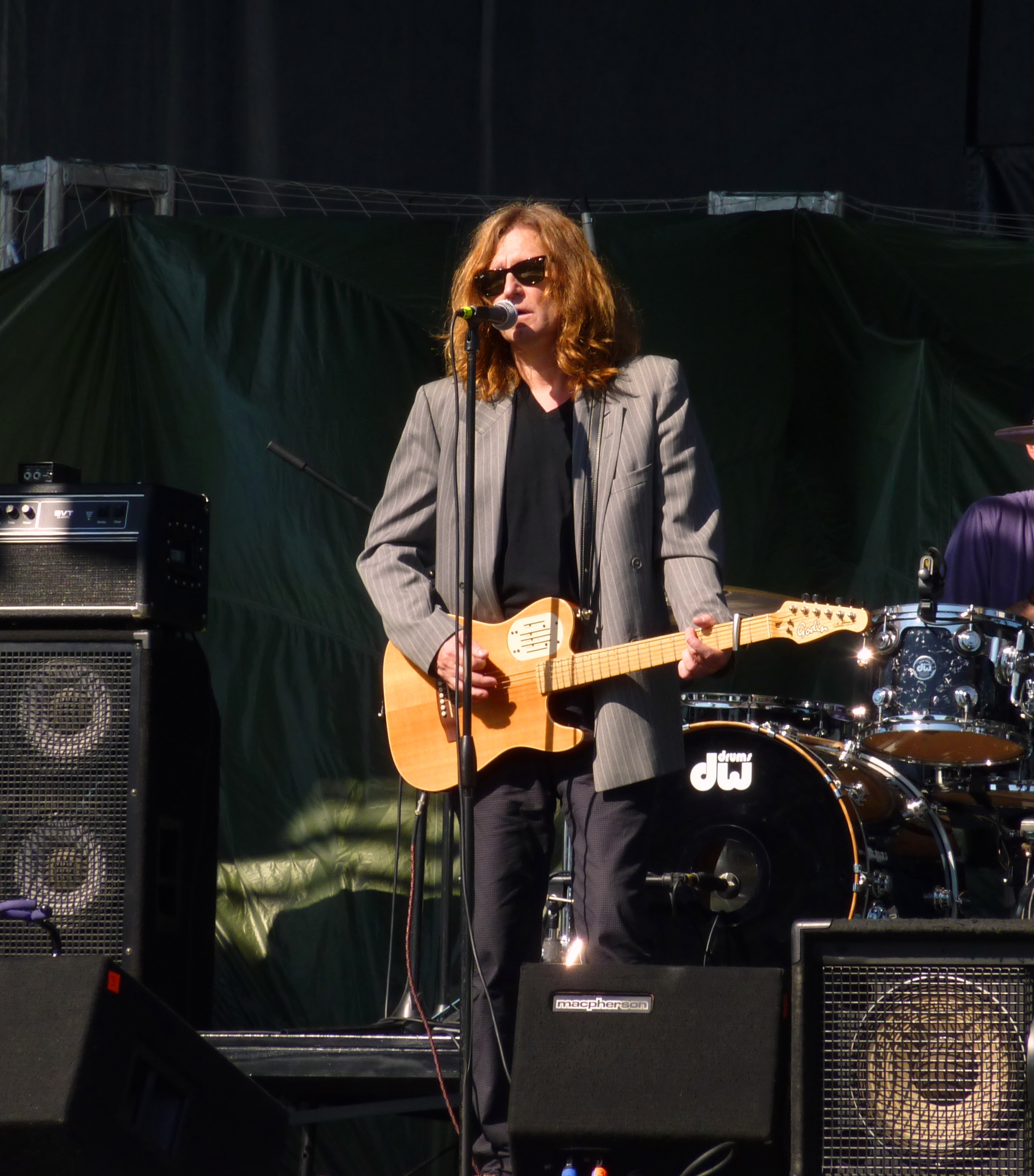
John Waite passando o som antes do Surf and Song Festival.

Se bem que seja melhor conhecido como cantor solo, Waite começou como vocalista da banda The Babys, uma banda britânica que teve algum sucesso e realizou vários concertos. Durante cinco anos, aquela banda produziu cinco álbuns, tendo o último sido On the Edge em Outubro de 1980, a seguir a este álbum a banda desapareceu.
Waite iniciou deste modo a sua carreira a solo em 1982, com o álbum Ignition, which que produziu o single de sucesso "Change", escrito por Holly Knight e mais tarde incluído na banda sonora do filme Vision Quest.
O seu álbum seguinte chamou-se No Brakes, deu-lhe o reconhecimento internacional, graças ao single de sucesso em todo o mundo Missing You que foi nº 1 do competitivo top norte-americano de vendas, outros dois singles foram retirados desse álbum, incluindo "Tears" que alcançou o nº 10 daquele top.
O álbum seguinte Mask of Smiles (1985) e outro single "If Anybody Had a Heart" foi produzido para a banda sonora do filme de 1986 About Last Night..., com Demi Moore. Waite teria outra participação numa banda sonora em 1990 no filme Days of Thunder com o tema "Deal for Life", escrito por Martin Page e Bernie Taupin.
Em 1988, Waite juntou-se a alguns dos antigos companheiros da banda Babys (Jonathan Cain e Ricky Phillips) e Neal Schon da banda Journey e o baterista Deen Castronovo para formar a banda Bad English. Em 1989, a balada desta banda "When I See You Smile" (escrito por Diane Warren) foi nº1 nos estados Unidos da América. A banda Bad English publicou dois álbuns antes das tensões internas terem conduzido à sua dissolução em 1992.
Waite voltou a trabalhar a solo e, desde 1995 produziu cinco álbuns a solo, incluindo o seu último álbum Downtown... Journey of a Heart. Ele ainda realiza tournés, como a de 2003 com Ringo Starr.
Em 2006, Waite reinterpretou o seu maior sucesso internacional "Missing You" em dueto com Alison Krauss e obteve algum sucesso. Waite surgiu com Alison Krauss no programa Tonight Show em 5 de Fevereiro de 2007 para interpretar "Missing You."
Depois de ter vivido vários anos em Nova Iorque, Waite atualmente vive em Santa Mónica, Califórnia.

## Discografia

### Álbuns
- Ignition - 1982
- No Brakes - 1984
- Mask of Smiles - 1985
- Rovers Return - 1987
- The Essential John Waite - 1992 (compilação)
- Temple Bar - 1995
- When You Were Mine - 1997
- Figure in a Landscape - 2001
- Live & Rare Tracks - 2001 (compilation)
- The Hard Way - 2004
- Downtown... Journey of a Heart - 2006

### Singles
| Ano  | Título                                    | Posições no top | Posições no top    | Posições no top       | Posições no top | Álbum                              |
| Ano  | Título                                    | US Hot 100      | US Mainstream Rock | US Adult Contemporary | U.S. Country    | Álbum                              |
| ---- | ----------------------------------------- | --------------- | ------------------ | --------------------- | --------------- | ---------------------------------- |
| 1982 | "Change"                                  | 54              | 16                 | -                     | -               | Ignition                           |
| 1984 | "Missing You"                             | 1               | 12                 | 7                     | -               | No Brakes                          |
| 1984 | "Tears"                                   | 37              | 8                  | -                     | -               | No Brakes                          |
| 1985 | "Restless Heart"                          | 59              | 28                 | -                     | -               | No Brakes                          |
| 1985 | "Every Step of the Way"                   | 25              | 4                  | -                     | -               | Mask of Smiles                     |
| 1985 | "Welcome to Paradise"                     | 85              | -                  | -                     | -               | Mask of Smiles                     |
| 1986 | "If Anybody Had a Heart"                  | 76              | 24                 | -                     | -               | About Last Night... (banda sonora) |
| 1987 | "These Times are Hard for Lovers"         | 53              | 6                  | -                     | -               | Rover's Return                     |
| 1987 | "Don't Lose Any Sleep"                    | 81              | -                  | -                     | -               | Rover's Return                     |
| 1995 | "How Did I Get By Without You?"           | 89              | -                  | 20                    | -               | Temple Bar                         |
| 2005 | "New York City Girl"                      | -               | -                  | 23                    | -               | The Hard Way                       |
| 2006 | "Missing You", em dueto com Alison Krauss | -               | -                  | -                     | 34              | Downtown... Journey of a Heart     |